# Seydou Gbané
Seydou Gbané, né le 12 avril 1992 en Côte d'Ivoire, est un taekwondoïste ivoirien.

## Biographie
Seydou Gbané naît le 12 avril 1992 en Côte d'Ivoire. Il est le frère des taekwondoïstes Abdoulaye Gbané et Hamza Gbané.
Il participe aux Jeux africains de 2015 où il remporte la médaille de bronze dans l’épreuve masculine des moins de 87 kg aux Jeux Africains de 2015`à Brazzaville en République du Congo. Il participe également aux Jeux africains de 2019 à Rabat, au Maroc, et remporte la médaille d’or dans la catégorie des moins de 87 kg,. 
Il remporte la médaille d’or dans l’épreuve masculine des moins de 87 kg aux Championnats d’Afrique de taekwondo 2018 qui se sont déroulés à Agadir, au Maroc. En 2019, il participe à l’épreuve masculine des poids moyens aux Championnats du monde de taekwondo qui se sont tenus à Manchester, au Royaume-Uni. 
E 2020, il se qualifie et participe aux Jeux olympiques d’été de 2020 à Tokyo, au Japon, dans la catégorie de poids masculine des +80 kg,.

## Palmarès

### Jeux africains
- Médaille d'or dans la catégorie des moins de 87 kg aux Jeux africains de 2019 à Rabat
- Médaille de bronze dans la catégorie des moins de 87 kg aux Jeux africains de 2015 à Brazzaville

### Championnats d'Afrique
- Médaille d'or dans la catégorie des moins de 87 kg aux Championnats d'Afrique de taekwondo 2018 à Agadir
- Médaille d'or dans la catégorie des moins de 87 kg aux Championnats d'Afrique de taekwondo 2014 à Tunis
- Médaille d'or dans la catégorie des moins de 87 kg aux Championnats d'Afrique de taekwondo 2012 à Antananarivo
- Médaille d'argent dans la catégorie des moins de 87 kg aux Championnats d'Afrique de taekwondo 2016 à Port-Saïd
- Médaille d'argent dans la catégorie des moins de 80 kg aux Championnats d'Afrique de taekwondo 2009 à Yaoundé
- Médaille de bronze dans la catégorie des plus de 87 kg aux Championnats d'Afrique de taekwondo 2021 à Dakar
- Médaille de bronze dans la catégorie des moins de 87 kg aux Championnats d'Afrique de taekwondo 2010 à Tripoli